# 乘客 (2008年電影)
《靈異航班》（英語：Passengers）是一部2008年美國和加拿大合拍的驚悚片，由羅得利·哥賈西亞執導。故事講述年輕的心理治療師克蕾兒·桑莫斯接受指導教授的指派，負責輔導經歷死傷慘重的空難倖存者，但隨著輔導流程推進，克蕾兒也發現這場空難的秘密和自己密切相關。
這部電影上映後的評價褒貶不一且偏向負面，評論家多認為電影節奏和情節編排差強人意，但是安·海瑟薇和派翠克·威爾森等人的演出則獲得好評。票房549萬美元收入相較於2500萬美元的製作成本，屬於票房欠佳的賠本作品。

## 劇情
故事以一場死傷慘重的空難做為開端，講述心理治療師克蕾兒·桑莫斯（安海瑟薇 飾演）為生還旅客進行心理輔導和理解真相的經歷。
克蕾兒·桑莫斯是個擁有兩個碩士學位、但和姊姊愛瑪關係疏遠的年輕心理師，她獨自居住在公寓，備受鄰居托妮（黛安·韦斯特飾演）的關切。克蕾兒在她的指導教授派瑞（安德雷·布勞爾飾演）指派下，答應輔導空難班機中的倖存者，這些接受的倖存者分別是乘客迪恩、諾曼、香儂、艾瑞克（派翠克·威爾森 飾演）和空姐珍妮絲。艾瑞克是一間公司的副總，不同於其他倖存者，他保持著精神異常興奮的狀態，拒絕和其他倖存者參與小組團體輔導治療，還要求和她單獨見面，這讓秉持安守治療師與病患的分際的克蕾兒感到困擾。
克蕾兒首度進行小組團體輔導治療時，倖存者之一的迪恩表示自己在飛機失事時發生了爆炸，但其他人不同意他的觀點，這讓迪恩心生不滿，表態其他人不要試著更正他的記憶，讓克蕾兒發現他們回憶起空難意外發生的過程各個有出入，而他們的說詞和航空公司的官方說法大不相同。克蕾兒向航空公司官員亞金先生討論了倖存者對空難的不同回憶，然而亞金堅稱這是飛行員失誤造成的。。艾瑞克向克蕾兒透露他先前因為害怕承諾而臨時在婚禮前逃婚的經歷，表達了他對克蕾兒的吸引力，但當他似乎知道有關她的個人資訊（例如她與姊姊的緊張關係）時，克蕾兒感到懷疑。
克蕾兒再次針對倖存者進行小組團體輔導治療，發現最先提出事件疑點的迪恩缺席，而且現場還出現一名關切現場的陌生人，更被香儂指謫她的輔導過程公然要求受輔導者服藥實屬不妥。當她準備離開輔導會場時，倖存者之一的諾曼攔下她的車輛，兩者發現一名身穿風衣的男子正關注著諾曼，諾曼得出結論，航空公司正在鎖定倖存的乘客，以掩蓋航空公司疏忽機械故障的歷史。雖然諾曼最初不記得墜機前發生過什麼奇怪的事情，但他告訴克萊爾，他現在記得飛機失事時引擎爆炸了。克蕾兒與艾瑞克再度會面，後者邀請她一起參與家裡的牆壁繪畫，途中艾瑞克對外面的狗吠做出了奇怪的反應，而克蕾兒在她作為諮商輔導人員的角色和她對他日益增長的個人感情之間感到矛盾。她要求艾瑞克留意自身行動，維持互動界線，但她善良的鄰居托尼敦促她和他一起冒險。
第三次小組團體輔導治療中，迪恩和諾曼未再出席療程，只剩下珍妮絲和香儂。克蕾兒面對亞金出現在輔導會場的舉動感到不悅，亞金警告克萊爾不要向剩下的倖存者灌輸航空公司掩蓋事實的理論，但她憤怒地告訴他遠離現場。忐忑不安的克蕾兒向派瑞反映了倖存者接連失蹤的消息，只得到派瑞要她格守職業本分的回應。克萊兒隨後在晚間拜訪了艾瑞克，跟著他共乘摩托車，駕駛他的船，和他一起游泳，最後甚至逾越心理諮商人員的界線，和艾瑞克共度春宵。她還給關係疏遠的姊姊愛瑪留下無人回覆的語音訊息，表明她想和解。她帶著花束前往愛瑪的住家，但沒人在家。當她離開時，亞金與她對峙，告訴她他知道克蕾兒逾越心理諮商人員的界線和受輔導者發生性關係。隨後克萊兒遇到了此前跟蹤諾曼的風衣男子，他原來是另一位記得爆炸的空難倖存者。她帶他去機場見亞金，當面對峙並憤怒地指責航空公司造成了這次空難，甚至企圖掩蓋了事實。當亞金否認這些指控時，風衣男子突然消失，讓克蕾兒感到震驚和困惑。克蕾兒還在諾曼的住處，發現諾曼此前蒐集關於航空公司掩蓋飛機機身故障釀成事故的剪報。
艾瑞克偷偷回到墜機現場，他坐在飛機的殘骸，再度經歷了引擎爆炸的可怕記憶。第四次小組團體輔導治療中，出席團體治療的倖存者僅剩下香儂，她在克蕾兒抵達會場前發現已過世的父母出現在外面，飽受驚嚇之餘和克蕾兒會合。香儂、克蕾兒和艾瑞克碰面，三人一起前往克蕾兒居住的公寓，艾瑞克告訴克蕾兒恢復了空難的記憶：他想起飛機失事時目擊引擎爆炸了。當克蕾兒轉向詢問香儂的經歷，香儂說明她六歲的時候父母在某次前往登山步道發生事故，父親為了救不慎墜落的母親，結果父母雙雙身亡，此後香儂被阿姨撫養成人。艾瑞克在克蕾兒的公寓外面，看到了先前出現在他的住處同樣的狗，認出這條狗其實是他年輕時死去的寵物。艾瑞克確信自己已經在空難中喪生，急奔出公寓，站在一輛衝過來的火車前，但這對他沒有任何影響，隨後艾瑞克向克蕾兒大聲吶喊，讓她遠離他。
克蕾兒返回公寓，卻發現香儂已經不見蹤影，但鄰居托妮說她帶著一男一女離開了，克蕾兒驚覺自己從未告訴托妮任何關於艾瑞克的事情，但是托妮卻知曉艾瑞克的名字，感到事有蹊翹轉向派瑞求助，後者確信她已經陷入了陰謀論，坦承亞金有私底下找過他幫忙，她憤怒地指責派瑞幫助亞金掩蓋真相，托妮更出現在派瑞的身邊。克蕾兒再次造訪姊姊愛碼的住家，意外發現亞金出現在現場，亞金對此說明真正該為墜機事件負責的是飛行員，原因是飛機駕駛員正為了與妻子離婚導致心緒受到影響，於是轉而委託副駕駛代為駕機，才會造成飛機失事。亞金哭泣著離開現場，留下他的公事包。克蕾兒倒出公事包裡的所有物件，發現裡面有一本航空日誌，記載著列出了所有在空難中喪生的乘客，克蕾兒發現這些乘客名單後頓時變得歇斯底里，待在愛瑪的住家門前哭嚎：克蕾兒的名字出現在罹難人員的名冊上，亞金則被列為在該場空難殉職的飛行員，該場空難的機上所有人員無一生還。
第二天早上，克蕾兒前往碼頭會見待在船上的艾瑞克，艾瑞克坦承自己也是空難的罹難者，解釋道他沒有告訴克蕾兒她和其他乘客在事故中喪生，是因為每個罹難者都必須單獨發現這種情況。罹難者會經由已故的人，甚至過去的寵物（最近去世的人不認識）幫助他們理解和接受死亡。克萊爾與之交談的人（包括她的阿姨，她是好心的鄰居，還有一位學校老師，她認為她的主管）都是已故的朋友或親戚。克蕾兒接受自己已經死亡的事實，她和艾瑞克從港口起航，穿越到來世。閃回片斷顯示飛機失事之前，克蕾兒和艾瑞克坐在飛機上相鄰的座位上，還有其他乘客和機組人員。在飛行過程中，艾瑞克被克萊兒吸引。當引擎著火併且飛機減壓時，艾瑞克向她保證一切都會好起來，螢幕逐漸變成白色。
故事尾聲，顯示克蕾兒居住公寓的房東讓愛瑪夫妻踏進克蕾兒生前居住的套房，愛瑪發現了克蕾兒留給她的一張紙條，以與她和解，含淚之餘露出微笑。電影以外界如同往常般的平靜生活做結。

## 演員
- 安·海瑟薇 飾 Claire Summers
- 派翠克·威爾森 飾 Eric Clark
- 安德魯·布瑞格 飾 Perry Jackson
- 黛安·韦斯特 飾 Toni
- 大衛·摩斯 飾 Arkin
- William B. Davis（英语：William B. Davis） 飾 Eric's grandfather
- Ryan Robbins（英语：Ryan Robbins） 飾 Dean
- 可莉·杜瓦 飾 Shannon
- Chelah Horsdal（英语：Chelah Horsdal） 飾 Janice

## 反響
爛番茄20%，Metacritic得分40，口碑不佳。

## 外部連結
- 互联网电影数据库（IMDb）上《Passengers》的资料（英文）
- Box Office Mojo上《Passengers》的資料（英文）
- 爛番茄上《Passengers》的資料（英文）
- Metacritic上《Passengers》的資料（英文）
- AllMovie上《乘客》的资料（英文）
- 时光网上《乘客》的資料（简体中文）
- 豆瓣电影上《乘客》的資料 （简体中文）